# På'en igen Amalie
På'en igen Amalie er en dansk film fra 1973. Det er en komedie, hvor hovedpersonen, Amalie, efter en ulykke bliver forvekslet med den afdøde Frk. Gram. Amalie kan ikke overbevise retten om at hun ikke er død, og da hun arver en stor sum penge efter en gammel kæreste i Canada, som hun ikke kan få udbetalt fordi hun er erklæret død, beslutter hun sig for at blive forbryder. For at kunne straffes er myndighederne nødt til først at erklære hende for levende.
- Manuskript Charlotte Georg og Ole Georg.
- Instruktion Preben Kaas.

Blandt de medvirkende kan nævnes:
- Marguerite Viby
- Karen Lykkehus
- Kai Holm
- Paul Hagen
- Kirsten Walther
- Bjørn Puggaard-Müller
- Sigrid Horne-Rasmussen
- Valsø Holm
- Ole Monty
- Inger-Lise Gaarde
- Holger Juul Hansen
- Jørgen Beck
- Emil Hass Christensen
- Poul Müller
- Holger Vistisen
- Elin Reimer
- Ebba Amfeldt
- Preben Kaas
- Anne Mari Lie
- Hugo Herrestrup